# Ryszard Dobielewski
Ryszard Dobielewski, ps. „Mróz” (ur. 24 marca 1921 w Łapach, zm. 13 grudnia 1996 w Gdańsku) – żołnierz Armii Krajowej, student powojennej Politechniki Gdańskiej z numerem albumu 1.

## Biografia
Walczył w szeregach Armii Krajowej w stopniu starszego strzelca w 167 plutonie, 2. kompanii "Szarych Szeregów", w batalionie im. Jana Kilińskiego pod dowództwem Franciszka Szafranka. Walczył w szlaku bojowym Śródmieście Północ w trakcie Powstania Warszawskiego. Po Powstaniu wyjechał wraz z ludnością cywilną z Warszawy, a następnie dotarł do Gdańska, gdzie zaczął studia na Politechnice Gdańskiej otrzymując pierwszy numer albumu w powojennej historii PG. Studiował na Wydziale Mechanicznym, uzyskał tytuł magistra inżyniera w 1951 roku. Związał się zawodowo z Politechniką jeszcze w trakcie studiów. W latach 1948–1972 był nauczycielem akademickim w Katedrze Maszynoznawstwa Chemicznego. W latach 1973–1989 był kierownikiem Ośrodka Maszyn i Aparatów Technologii Chemicznej (jednostka organizacyjna Wydziału Chemicznego w okresie istnienia instytutów). W 1989 r. przeszedł na emeryturę.